# Nguyễn Thị Phú Hà
Nguyễn Thị Phú Hà (sinh ngày 17 tháng 3 năm 1972) là chính trị gia nước Cộng hòa xã hội chủ nghĩa Việt Nam. Bà hiện là Phó Chủ nhiệm Ủy ban Kinh tế và Tài chính của Quốc hội, Đại biểu Quốc hội khóa XV từ Hòa Bình, Phó Chủ tịch Nhóm Nghị sĩ hữu nghị Việt Nam – Hoa Kỳ.
Nguyễn Thị Phú Hà là đảng viên Đảng Cộng sản Việt Nam, học vị Thạc sĩ Tài chính, MBA, Thạc sĩ Tài chính công, Tiến sĩ Kinh tế, Cao cấp lý luận chính trị. Bà có hơn 20 năm công tác ở Bộ Kế hoạch và Đầu tư trước khi được điều chuyển tới các cơ quan quản lý kinh tế khác.

## Xuất thân và giáo dục
Nguyễn Thị Phú Hà sinh ngày 17 tháng 3 năm 1972 tại quận Đống Đa, thủ đô Hà Nội, nguyên quán tại xã Cương Gián, huyện Nghi Xuân, tỉnh Hà Tĩnh. Bà lớn lên và tốt nghiệp phổ thông ở thủ đô, sau đó đi du học ở châu Âu, tốt nghiệp cử nhân tài chính, theo học cao học và có 3 bằng thạc sĩ gồm Thạc sĩ Tài chính với tiếng Bulgaria, Thạc sĩ Quản trị kinh doanh với tiếng Anh, và Thạc sĩ Tài chính công với tiếng Pháp, thông thạo 3 thứ tiếng này. Bà theo nghiên cứu sinh và là Tiến sĩ Kinh tế sau đó. Nguyễn Thị Phú Hà được kết nạp Đảng Cộng sản Việt Nam vào ngày 8 tháng 9 năm 2004, là đảng viên chính thức sau đó 1 năm, từng tham gia khóa học chính trị và có trình độ Cao cấp lý luận chính trị tại Học viện Chính trị Quốc gia Hồ Chí Minh. Bà hiện cư trú ở đường Trung Kính, quận Cầu Giấy, Hà Nội.

## Sự nghiệp
Tháng 4 năm 1994, sau khi hoàn thành khóa du học, Nguyễn Thị Phú Hà trở về nước, ký kết hợp đồng với Bộ Kế hoạch và Đầu tư, bắt đầu công tác ở vị trí cán bộ hợp đồng tại Vụ Tài chính, tiền tệ của bộ. Sau đó nửa năm, vào tháng 11 thì bà được bổ nhiệm làm chuyên viên Vụ Tài chính, tiền tệ, vào biên chế công chức nhà nước chính thức. Ở vụ này gần 10 năm cho đến tháng 8 năm 2005 bà được điều sang Vụ Tổng hợp Kinh tế quốc dân, tiếp tục là chuyên viên, sau đó 2 năm thì được bổ nhiệm làm Phó Vụ trưởng Vụ Tổng hợp Kinh tế quốc dân vào tháng 1 năm 2007. Giữ vị trí này 7 năm cho đến tháng 11 năm 2014, bà được thăng chức làm Vụ trưởng Vụ Tổng hợp Kinh tế quốc dân. Tháng 9 năm sau, tại Đại hội Đảng bộ của bộ, bà được bầu làm Ủy viên Ban Thưởng vụ Đảng ủy Bộ Kế hoạch và Đầu tư nhiệm kỳ 2015–2020, đến tháng 4 năm 2017 thì được điều chuyển làm Vụ trưởng Vụ Giám sát và Thẩm định đầu tư của bộ.
Ngày 6 tháng 7 năm 2018, sau hơn 20 năm công tác ở Bộ Kế hoạch và Đầu tư, Nguyễn Thị Phú Hà được điều sang Ủy ban Quản lý vốn Nhà nước tại doanh nghiệp – là cơ quan thuộc Chính phủ với quyền, trách nhiệm là đại diện chủ sở hữu nhà nước đối với doanh nghiệp do Nhà nước nắm giữ 100% vốn điều lệ và phần vốn nhà nước đầu tư tại công ty cổ phần, công ty trách nhiệm hữu hạn hai thành viên trở lên – ngay khi cơ quan này vừa được thành lập trước đó ít tháng, giữ chức Phó Chủ tịch Ủy ban. Trong giai đoạn này, bà cũng là Ủy viên Ban Chấp hành Đảng bộ cơ sở Ủy ban Quản lý vốn Nhà nước tại doanh nghiệp nhiệm kỳ 2018–2020, Ủy viên Ban Cán sự Đảng, Ủy viên Ban Thường vụ Đảng ủy Ủy ban này.
Đầu năm 2021, Nguyễn Thị Phú Hà ứng cử cuộc bầu cử Quốc hội từ tỉnh Hòa Bình, tại đơn vị bầu cử số 1 gồm thành phố Hòa Bình và các huyện Đà Bắc, Lương Sơn, Mai Châu, Tân Lạc, rồi trúng cử là Đại biểu Quốc hội khóa XV với tỷ lệ 79,27%. Vào ngày 25 tháng 7 cùng năm, bà được bổ nhiệm làm Phó Chủ nhiêm Ủy ban Tài chính – Ngân sách của Quốc hội.
Ngày 8 tháng 7 năm 2024, Nguyễn Thị Phú Hà tham gia Lớp bồi dưỡng, cập nhật kiến thức, kỹ năng đối với cán bộ quy hoạch Ủy viên Ban Chấp hành Trung ương Đảng khóa XIV (Lớp thứ nhất).